# إيران لبناء السفن والصناعات البحرية
مجمع إيران لبناء السفن والصناعات البحرية (ISOICO) ساحة سفن إيرانية، تقع في الخليج العربي، مضيق هرمز خط الطول / الطول: 27 ° 03 'شمالا، 57 ° 58' شرقا (37   كم غرب مدينة بندر عباس)، تتشط في بناء السفن والمنشآت البحرية. وهي شركة تابعة لـ مجموعة إيدرو.

## روابط خارجية
- الموقع الرسمي
- تصنيع الغواصات OSGEOINT